# Вторжение в Корриентес
Вторжение в Корриентес — операция парагвайской армии по оккупации аргентинской провинции Корриентес, проведенная в апреле — мае 1865 года во время второй фазы Парагвайской войны.

## Парагвайское вторжение
13 апреля 1865 года парагвайский флот, состоявший из пяти кораблей под командованием Педро Игнасио Месы, спустился по реке Парана до порта Корриентес и захватил два аргентинских корабля, которые находились в ремонте. На следующий день отряд из 3000 человек во главе с генералом Венсеслао Роблесом переправился по реке, высадился в порту и без сопротивления занял город.
На следующий день после его прибытия в Корриентес жители города были созваны для избрания временного пропарагвайского правительства вместо сбежавшего за ночь до вступления парагвайцев, а 19 апреля был назначен триумвират.
Новости о вторжении имели большое влияние в Буэнос-Айресе, в том числе благодаря тому факту, что объявление войны Парагваем было скрыто от аргентинской общественности. Президент Аргентины Бартоломе Митре в разгар бурной демонстрации против Парагвая пообещал через три месяца закончить войну в Асунсьоне.
Поскольку занятие Корриентеса было отвлекающим планом Лопеса, генерал Роблес, оставив в городе гарнизон из 1500 солдат, а затем пополненный еще 2000 человек с тяжелой артиллерией, двинулся на юг с армией в 20 000 человек и, преодолев сопротивление небольших аргентинских вооруженных групп, последовательно оккупировал Белья-Виста, Эмпедрадо, Санта-Люсию и Гойя. 28 апреля на реке Сан-Лоренсо в 80 км южнее Корриентеса произошёл первый бой, когда 50 парагвайских всадников, окружённых аргентинским кавалерийским отрядом в 400 человек, сумели отбиться и прорваться.  
В это же время в 250 км к востоку вторая колонна из 12 000 человек под командованием подполковника Антонио де ла Крус Эстигаррибии переправилась через реку Парана возле Энкарнасьона с задачей продвижения на юг вдоль правого берега реки Уругвай. 5 мая группа из 2500 солдат под командованием майора Педро Дуарте отделилась от колонны и заняла город Санто-Томе.

## Договор о Тройственном союзе
В силу этих событий 1 мая 1865 года Бразилия, Аргентина и Уругвай подписали в Буэнос-Айресе Договор о Тройственном союзе, который, по словам бразильского дипломата Сараива, уже был запланирован на встрече в Пунтас-дель-Росарио 18 июня 1864 г., за много месяцев до парагвайского вторжения. Три дня спустя Аргентина официально объявила войну Парагваю.
В результате Аргентина и Уругвай вступили в войну, которая ранее касалась только Парагвая и Бразилии. В это время губернатор Корриентеса Мануэль Игнасио Лагранья, оставшийся верным Митре, собрал в городе Сан-Роке 3500 безоружных гражданских лиц и военных, к которым позже присоединились 1500 солдат-ветеранов аргентинской армии.

## Попытка возвращения Корриентеса
25 мая отряд аргентинцев в составе 725 солдат под командованием генерала Венсеслао Паунеро неожиданно атаковал Корриентес. После ожесточенного боя побежденные парагвайцы отступили из города в соседний Эмпедрадо, потеряв более 400 человек убитыми. Вместо того, чтобы воспользоваться стратегическими преимуществами, из опасения контратаки противника, Паунеро, не получивший запланированных подкреплений от генерала Касереса, решил покинул город так быстро, что некоторые солдаты утонули во время переправы.